# Блејд (Марвел)
Блејд (енгл. Blade) (рођено име Ерик Крос Брукс; законско име Френк Блејд) измишљени је лик и антихерој који се појављује у америчким стриповима које издаје Марвел комикс. Створили су га писац Марв Вулфман и цртач Џин Колан, а његово прво појављивање било је у стрипу Гробница Дракуле #10  (јул 1973) као споредни лик, али је касније наставио да глуми у сопственим причама. Посветивши свој живот ослобађању света од свих вампира, Блејд користи своју јединствену физиологију да постане савршени ловац на вампире. Иако је првобитно приказан као човек имун на вампирске уједе, Блејд је ретроактивно установљен као дампир након његове адаптације као таквог у анимираној серији Спајдермен и франшизи Блејд. Отац је Брили Брукс (крвна линија).

## Карактеризација
Ерик Крос Брукс је рођен у борделу у лондонском насељу Сохо, у Енглеској, 24. октобра 1929. године. Његова мајка је била Тара Ванеса Крос-Брукс, наследница која је тражила уточиште код госпође Ванити, агентице Реда Тиране. Када је Тара доживела тешке порођајне компликације, позван је лекар; у ствари, доктор је био вампир Дикон Фрост, који је убио Тару тако што је попио сву њену крв. Међутим, ово је ненамерно пренело одређене вампирске ензиме на њеног малог сина када се родио. Ерик је тако постао делимично вампир, спречавајући га да га вампирски угриз преокрене. Спекулисао да му је то изазвало мржњу према вампирима, иако је то можда једноставно хипербола са његове стране. Сексуалне раднице бордела одвезле су Фроста када су схватиле шта је урадио.

## Други медији
У филмској трилогији Блејд (1998), Блејд 2 (2002) и Блејд: Тројство (2004) глумио га је амерички глумац Весли Снајпс, који је поновио улогу и у филму Дедпул и Вулверин (2024).